# Kalînivka, Horodîșce
Kalînivka (în ucraineană Калинівка) este o comună în raionul Horodîșce, regiunea Cerkasî, Ucraina, formată numai din satul de reședință.

## Demografie
Componența lingvistică a comunei Kalînivka
     Ucraineană (96,92%)
     Rusă (1,66%)
     Alte limbi (0,6%)
Conform recensământului din 2001, majoritatea populației comunei Kalînivka era vorbitoare de ucraineană (96,92%), existând în minoritate și vorbitori de rusă (1,66%).